# Phare d'Arnarnes
Le phare d'Arnarnes (en islandais : Arnarnesviti) est un phare situé dans la région des Vestfirðir. Il marque l'entrée dans le Skutulsfjörður depuis l'Ísafjarðardjúp. 